# GeoSUR
 (octobre 2015).
- Si vous ne connaissez pas le sujet, laissez ce bandeau (vous pouvez alors contacter les auteurs).
- Si vous supprimez le contenu mis en cause (vous pouvez préalablement contacter les auteurs),

argumentez précisément cette suppression dans la page de discussion
(un manque de référence n'est pas un argument ; une recherche réelle de référence doit avoir été effectuée, être formellement documentée).

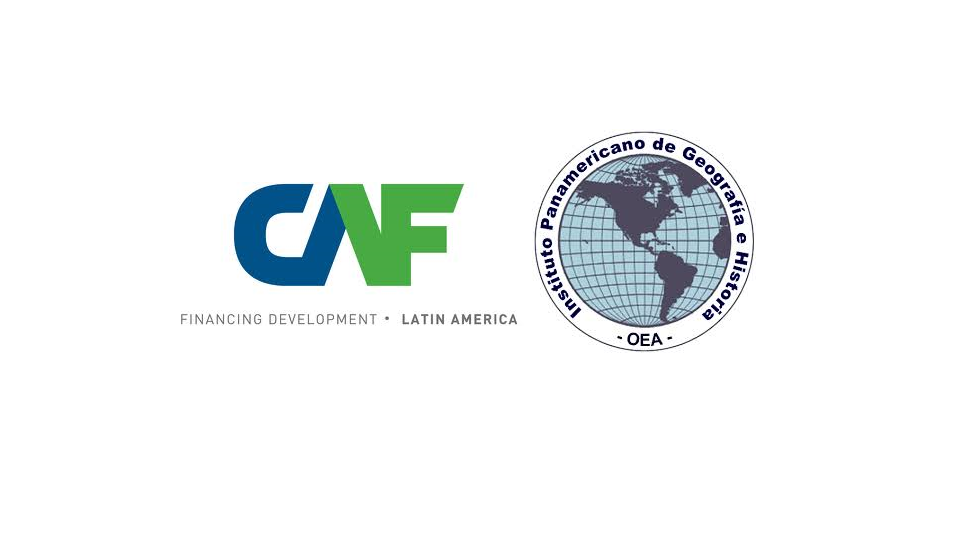
Institut Panaméricain de la géographie et l'histoire

GeoSUR est un programme entrepris par des institutions produisant de l'information géospatiale en Amérique latine et dans les Caraïbes, afin de mettre en œuvre un réseau géospatial régional et d'aider à jeter les fondements d'une infrastructure de données spatiales de la région. 
Le réseau appuie le développement de services géographiques en accès libre et permet d’obtenir, de repérer, de consulter et d'analyser de l'information spatiale moyennant de cartes, d'images de satellites et de données géographiques élaborées par les institutions participantes, ayant de multiples utilisations dans des projets de développement.
La  CAF – banque de développement de l'Amérique latine – et l'Institut Panaméricain de la géographie et l'histoire (IPGH) sont les chefs de file de ce réseau, auquel participent plus de 90 institutions de la région, en particulier les ministères de la Planification et des Travaux publics, ainsi que les ministères de l’Environnement et les instituts géographiques de la région.
La participation au réseau est ouverte à tout producteur de données spatiales disposé à placer son information à la portée du public et en faveur du développement de la région.  L’accent est mis sur la participation d’institutions qui produisent de l’information servant à la prise de décisions et aux activités de développement.

## Historique
En Amérique, depuis plus de 15 ans, différents secteurs ont consacré des efforts à la construction des composantes essentielles d’une infrastructure régionale de données spatiales. 
Ci après, les jalons essentiels qui ont ouvert la voie :
- L'établissement de SIRGAS au cours de la Conférence internationale pour la Définition d'un système de référence géocentrique pour l'Amérique du Sud, à Asunción (Paraguay, 1993).
- La création en 1995 du Réseau interaméricain de données géospatiales (acronyme en anglais IGDN).
- Les résolutions adoptées par les quatre Conférences cartographiques régionales des Nations unies pour l'Amérique, tenues de manière quadriennale depuis 1997.
- L'acte de février 2000 à Bogota (Colombie) moyennant lequel 21 nations américaines ont créé le CP-IDEA.
- Les résolutions des Réunions de consultation de la Commission de cartographie de 2001 et 2005 et de la 18e session de l'Assemblée générale de l'PGH (Venezuela, 2005).
- La déclaration Développement des infrastructures de données spatiales en Amérique du Conseil de direction de l’IPGH émise à Bogota en 2007 et l' Agenda panaméricain de l'IPGH 2010-2020.
- Le Programme de science et technologie de l'Organisation des États américains - OEA (Pérou, 2003) qui a incorporé l' Initiative de coopération hémisphérique dans le domaine de l'information géographique pour le développement intégral des Amériques et la Résolution 2328 de la 37e session de l'Assemblée générale de l'OEA (Panama, 2007).
- La publication de la famille de normes de l'Organisation internationale de normalisation (ISO) en espagnol en 2011.
- Les conférences mondiales de l'Association pour l'infrastructure mondiale de données spatiales (GSDI) réalisées dans la région (Colombie, 2001 ; Chili, 2006, Trinité-et-Tobago, 2008 et Canada, 2012).

En 2007, dans le cadre de la réunion annuelle de l'IPGH à Brasilia, le Réseau d’information géographique de l’Amérique latine et des Caraïbes a été établi – encouragé par le Programme GeoSUR, et axé sur la création de géoservices nationaux et régionaux ouverts au public. Au cours des premières années de fonctionnement, plusieurs géoservices nationaux et régionaux se sont développés et la participation d'un grand nombre d’institutions nationales s’est consolidée.
Pendant l'année 2012, dans le cadre de la 44e Réunion du Conseil de direction de l’IPGH réalisée à Buenos Aires, un document a été adopté visant à renforcer, harmoniser et accélérer de manière coordonnée et efficace le développement des Infrastructures de données spatiales dans les Amériques.  Le document a été signé par des représentants de la CAF (Programme GeoSur), l'IPGH, le Système de référence géocentrique pour les Amériques (SIRGAS) et le GGIM Amériques.
Vers la fin 2013, plus de 90 institutions de 24 pays de l'Amérique latine et des Caraïbes participaient au programme. Ces institutions apportent de l'information géographique utile aux planificateurs de la région, moyennant l'utilisation de technologies modernes de gestion de la géo-information, d’infrastructures de données spatiales (IDS) et de différentes composantes géospatiales,.

## GeoSUR Architecture
L'architecture du réseau suit les principes de base d’élaboration de géoservices définis pour les infrastructures de données spatiales (IDS), elle est décentralisée et fondée sur l’application de normes et de protocoles OGC et ISO, qui permettent l’interopérabilité entre les différents nœuds et composantes qui constituent le Réseau.
Les géoservices régionaux du Réseau sont gérés et entretenus par la CAF et l'IPGH, avec l’appui de l'U.S. Geological Survey (USGS). La plupart des géoservices contenant de l’information nationale, sous-nationale et urbaine sont entretenus et gérés directement par les institutions participantes.
La Plate-forme GeoSUR comprend 5 composantes :
- Le Portail régional de l’Amérique latine et les Caraïbes
- Le Service cartographique régional
- Le Service de traitement topographique régional
- Le réseau de géoservices gérés par les institutions participantes
- Le portail régional dans ArcGIS Online[3],[4].

## Composantes

### Portail régional de l'Amérique latine et les Caraïbes
GeoSUR a créé, avec l’appui de l’Earth Resources Observation and Science Center (EROS) de l’USGS, le premier portail régional pour l'Amérique latine et les Caraïbes, inauguré au mois de mars 2007. Le portail offre un accès libre à un important acquis d’information géospatiale  de la région, il dispose de descriptions détaillées de milliers de données spatiales et une grande variété de cartes et de services géographiques des pays de la région, qui sont gérés et  entretenus par les institutions participantes.
Le Portail possède une base complète de données de métadonnées, décrivant les données spatiales développées par les institutions participantes.  Cette base de données est liée à des catalogues similaires, gérés par ces institutions et mis à jour périodiquement par un mécanisme automatique de collecte de métadonnées. Le Portail possède dans sa base de données plus de 13 000 métadonnées et, moyennant un mécanisme de recherche, il offre l'accès à plus de 400 000 métadonnées contenues dans d'autres catalogues. En outre, le Portail de GeoSUR dispose d’un viseur cartographique et d'un service de traitement topographique décrits ci-dessous.
Le Portail a été développé avec le logiciel Geoportal Server de la société ESRI et utilise le logiciel Joomla pour la gestion des contenus.

### Service régional de cartes
Ce service de visualisation de données spatiales a été conçu par la CAF et il a été développé et est entretenu par EROS. Le service contient l'information de cartes  supranationales produites par des institutions tierces et offre l'accès à plus de 10 000 cartes nationales et locales contenues dans des viseurs gérés par des institutions participantes. La plus grande partie de l'information supranationale est publique et elle est disponible pour le téléchargement gratuit, avec les métadonnées correspondantes.  Le service utilise l'ArcGIS Server 10.1 et fonctionne depuis l'année 2008.
Le viseur dispose à l'heure actuelle de plus de 600 cartes régionales, dont les principales sont les suivantes : des données de biodiversité de la zone nord-andine de Nature Serve ; cartes de coraux des îles de la Caraïbe du World Resources Institute; cartes d’écosystèmes de l'Amérique centrale de la Banque Mondiale et d'écosystèmes andins de la Communauté andine ; données de biomasse et de hauteur de la canopée de la forêt de la NASA ; données de la couverture terrestre de l'Agence spatiale européenne ; données climatiques de Worldclim, cartes géologiques de l'Amérique du Sud de l'Initiative OneGeology, cartes des ressources minérales et cartes des zones inondables de l'USGS, ainsi que des cartes de l'utilisation des terres des îles des Caraïbes. Le viseur permet aussi de visualiser plus de 10 000 cartes numériques contenues dans plus de 350 géoservices gérés par des institutions participantes, d’incorporer des données GeoRSS, d'évaluer en ligne l'impact de projets d’infrastructure, et aussi de dériver des données de modèles numériques d’élévation de la région, entre autres choses.
Dans le cadre du projet entrepris par la CAF et le Darmouth Flood Observatory de l'Université du Colorado, des cartes d’inondations pour la région en temps presque réel et des cartes d’inondations historiques sont en train d’être incorporées au viseur, et un système d’estimation du débit des fleuves dans plus de 2 000 points de la région, qui utilise l’imagerie satellitaire, est mis en place.
Des institutions comme la Banque mondiale, la Banque interaméricaine de développement, la Communauté andine, le World Resources Institute, Nature Serve, Conservation International, la NASA, l'USGS, Woods Hole, l'Université de Colorado, l'Université de Buffalo, l'Université du Maryland, Guyra Paraguay, l'United States Agency for International Development (USAID), le Département de l'intérieur des États-Unis, l'US Forest Service, l'Institut géographique militaire du Chili, l'Institut Lincoln et les instituts géographiques de Mésoamérique ont apporté des données spatiales régionales qui sont disponibles au Service régional de cartes.

### Service régional de traitement topographique
GeoSUR a développé un Service de traitement topographique (STT) à accès libre et disponible sur Internet, qui permet de générer des données découlant de modèles numériques d’élévation (MNE) de l'Amérique latine et les Caraïbes. Les utilisateurs peuvent exécuter les modèles informatiques disponibles dans ce service, moyennant un ensemble varié de MNE avec des résolutions de 1 km et 500, 250, 90 et 30 mètres. Les modèles disponibles au STT comprennent: profil d’élévation, classement d’inclinaisons, délimitation de bassins, relief ombré, classement par altitude, aspect, analyse de la visibilité et des gouttes de pluie, entre autres. Les utilisateurs peuvent choisir et télécharger à partir du ST les MNE d’une zone quelconque de l’Amérique latine et des Caraïbes (sauf le MNE de 30 mètres).
EROS a comblé les lacunes d’information du MNE générées par le Shuttle Radar Topography Mission (SRTM, résolution : 30 mètres) par des données  ASTER GDEM et GTOPO30 pour toute la région de l'Amérique latine et des Caraïbes et a créé des cartes dérivées et cohérentes, qui comprennent le relief ombré, l'inclinaison et l’aspect de toute la région et qui peuvent  être visualisées et téléchargées à travers le viseur du Service cartographique régional.
L'accès au modèle SRTM de 30 mètres de l'Amérique latine et des Caraïbes a permis à la CAF, avec l'appui de l'USGS, le Programme d'énergie de la CAF et de quelques ministères de l’énergie de la région, de réaliser des évaluations du potentiel hydroélectrique de l'État de Sao Paulo (Brésil), du Pérou et de la Bolivie.

### Réseau de géoservices gérés par des institutions participantes
Les géoservices décrits précédemment contiennent de l’information régionale. L'information géospatiale nationale et locale est disponible à travers un réseau décentralisé de services cartographiques gérés par des institutions participantes, chacune desquelles s'étant engagée à développer des services cartographiques et de catalogues de métadonnées conformément aux normes de l’Open Geospatial Consortium (OGC). Les participants interviennent comme éditeurs de données et possèdent des comptes au Portail GeoSUR, ce qui leur permet d’enregistrer leurs géoservices et de les gérer.
Les institutions participantes sont libres de choisir les plateformes matérielles et logicielles pour partager des données avec le Réseau, à condition que celles-là soient conformes aux normes reconnues au niveau régional.
Actuellement, le Portail de GeoSUR offre l’accès à plus de 100 viseurs, plus de 350 services WMS et plus de 40 services WFS, et offre l'accès à un total dépassant les 10 000 cartes numériques disponibles dans des géoservices gérés par des institutions participantes. GeoSUR fournit de la formation, de l'assistance technique et de l’appui aux institutions qui planifient d’entreprendre ou sont en cours de développement de leurs géoservices, et offre de même son appui pour le passage de certains de ces derniers au Cloud computing.
Environ 95 % des géoservices connectés au Portail utilisent les normes de l’OGC,.

### Portail régional dans ArcGIS Online
Pendant l’année 2013 il a été décidé de compléter l'information et les services offerts par le Portail GeoSUR, par le lancement d’un Portail régional  géré moyennant la plate-forme  ArcGIS Online d’ESRI. Par le biais de ce Portail, il est possible d’offrir l’accès à une partie de l’information contenue au Portail www.geosur.info dans une plate-forme plus facile à utiliser et  adressée à des utilisateurs n’ayant pas d’expérience des  SIG.

## Établissements participants
| Pays                   | Institutions |
| ---------------------- | --- |
| Argentine              | - National Geographic Institute - Ministry of Agriculture |
| Bélize                 | - Land Information Center |
| Bolivie                | - GeoBolivia - National Geographic Institute - National Statisctics Institute - Department of Santa Cruz - Ministry of Hidrocarbons and Energy |
| Brésil                 | - Brazilian Institute of Geography and Statistics - Ministry of Envaironment - MundoGeo - National Institute for Space Recearch - Energy Secretariat of Sao Paulo - Amazon Socioenvironmental Georeferenced Information Network - Socio Environmental Institute (ISA) |
| Chili                  | - National Geographic Institute - Ministry of Environment - Ministry of Public Works - Information Center of Natural Resources ( ICNR) - Regional Government, Los Rios Province - National System of Land Information (SNIT) |
| Colombie               | - Agustín Codazzi Geographic Institute (IGAC) - Ministry of Environment and Sustainable Development - Institute of Hydrology, Meteorology and Environmental Studies - International Center of Tropical Agriculture - Mayor of Santiago de Cali - Mayor of Bogotá - Investigation of Biological Resources Alexander Von Humboldt Institute - Technological University of Pereira - Ministry of Transport - INVIAS - Special Administrative Unit of the Cadastral Office, Coordinator of the Spatial Data Infrastructure of Bogotá |
| Costa Rica             | - National Geographic Institute - Ministry of Environment, Energy and Telecommunications - Statistics and Censuses Institute - Programa de Regularización de Catastro |
| Équateur               | - National Geographic Institute - (CLIRSEN) - Ministry of Environment - University of El Azuay - National Electricity Council |
| El Salvador            | - National Geographic Institute - Viceministry of Housing and Urban Planning |
| Guatemala              | - National Geographic Institute - Ministery of Environment and Natural Resources - Planning and Programming Secretariat - Ministry of Planning |
| Honduras               | - Office of Geography and Cadastre |
| Jamaïque               | - Land Information Council - Water Resources Authority |
| Mexique                | - National Geography and Statistics Institute (INEGI) |
| Nicaragua              | - Nicaraguan Institute of Land Studies (INETER) - Ministry of Agriculture and Forestry (MAGFOR) |
| Panama                 | - Tommy Guardia Geographic Institute - Ministry of Environment - Statistics and Census Institutes |
| Paraguay               | - National Geographic Institute - Environment Secretariat - Ministry of Public Works - Guyra Paraguay |
| Pérou                  | - National Geographic Institute - Ministry of Environment - Geology and Mining Institute - Ministry of Energy and Mines |
| République dominicaine | - Ministry of Envaironment and Natural Resources |
| Trinité-et-Tobago      | - Surveys and Mapping Division - Institute of Marine Affairs - Lands and Survay Division |
| Uruguay                | - National Geographic Institute - Ministry of Housing, Spatial Planning and Environment - Municipality of Montevideo - Agency for E-government - Institute of Environment - National Disaster Prevention System |
| Venezuela              | - Simon Bolivar Geographic Institute - Venezuelan Institute for Scientific Research (IVIC) - SIGIS Company - Governor of Miranda - Center for Digital Image Processing (CPDI) - Cartogeo |
| Agences régionales     | - BC Inter-American Development Bank (IADB) - Global Geospatial Information Management(GGIM Américas) - Andean Community - EU Joint Research Center (INSPIRE) - United Nations Environment Programme - University of Colorado - University of Buffalo - NASA - University of Twente - USAID - Nature Serve - The Nature Conservancy - University of the West Indies |

## Prix GeoSUR
Le Prix GeoSUR est octroyé en reconnaissance de l'application de données spatiales et du développement de services d’information géospatiale, dont les caractéristiques d’innovation et pertinence contribuent à l'accomplissement des objectifs généraux du Programme GeoSur et encouragent l’utilisation de l’information géographique pour la prise de décisions en Amérique latine et les Caraïbes.
Sont admises à y participer des institutions ou des personnes de tous les pays de la région. Les règles d’attribution du prix sont annoncées au début de chaque année sur les portails de l'IPGH et du Programme GeoSUR.
Le Prix GeoSUR 2012 dans le domaine de l'innovation a été octroyé au Projet d’intégration de données géospatiales pour la Mésoamérique, présenté par l’Instituto geográfico y del Catastro Nacional d'El Salvador, tandis que le prix à la pertinence a été concédé au Géoserveur du ministère de l’Environnement du Pérou  (MINAM).
Le Prix GeoSUR 2013 a été octroyé au Projet  « Terra-i, un sistema de monitoreo del cambio de la vegetación natural en América latina, en tiempo real », présenté par le Centre international d’agriculture tropicale (CIAT). Deux autres projets ont obtenu des mentions d’honneur: «Plataforma computacional para desenvolvimento de sistemas de monitoramento, análise e alerta a extremos ambientais», présenté par l’Instituto Nacional de Pesquisas Espaciais (INPE) du Brésil et Memoria del sistema de registro de ítems geográficos, présenté par l’Infraestructura de Datos Espaciales para el Distrito Capital (IDECA), de la Colombie.